# سارة باتلر
سارة باتلر (بالإنجليزية: Sarah Butler)‏ (و. 1985 – م) هي ممثلة، وممثلة تلفزيونية، من الولايات المتحدة الأمريكية، ولدت في بويالوب، واشنطن.

## التعليم
تعلمت في جامعة جنوب كاليفورنيا.

## وصلات خارجية
- سارة باتلر على موقع IMDb (الإنجليزية)
- سارة باتلر على موقع ألو سيني (الفرنسية)
- سارة باتلر على موقع أول موفي (الإنجليزية)
- سارة باتلر على موقع قاعدة بيانات الفيلم (الإنجليزية)
- سارة باتلر على موقع كينوبويسك (الروسية)